# Ponorková pošta
Ponorková pošta byla používána výjimečně ve válečných dobách, vesměs v  první polovině 20. století.

## Využití ponorek
V době blokády námořních přístavů nepřítelem byly často ponorky jediným způsobem, jak blokádou proniknout a do přístavu dodat poštu. Takové poštovní zásilky pak byly nazývány ponorková pošta, ponorkové dopisy. 
První záznam tzv. ponorkové polní pošty je spojen s rakouským válečným námořnictvem (K. u k. Kriegsmarine) během I. světové války. Rakušané měli 31 ponorek, které byly očíslovány 1 – 53. Řada jich byla potopena.  Námořnici v ponorkách (posádky nebyly velké) používali druh polní pošty z ponorek. Zachovalo se jí velice málo.
Další takové využití bylo zaznamenáno v roce 1916, tehdy byly dopisy doručovány z Německa do USA ještě před vstupem USA do války. Tehdy byly využity německé obchodní ponorky Deutschland a Bremen. Ponorková pošta existovala i při občanské válce v Španělsku roku 1938, kdy byla některá pobřeží blokována frankistickou armádou. 